# 3957 Sugie
3957 Sugie eller 1933 OD är en asteroid i huvudbältet, som upptäcktes 24 juli 1933 av den tyske astronomen Karl Wilhelm Reinmuth i Heidelberg. Den har fått sitt namn efter den japanske astronomen Atsushi Sugie.
Asteroiden har en diameter på ungefär 23 kilometer.